# Montclar-Lauragais
Montclar-Lauragais is een gemeente in het Franse departement Haute-Garonne (regio Occitanie) en telt 195 inwoners (2005). De plaats maakt deel uit van het arrondissement Toulouse.

## Geografie
De oppervlakte van Montclar-Lauragais bedraagt 3,6 km², de bevolkingsdichtheid is 54,2 inwoners per km².
De onderstaande kaart toont de ligging van Montclar-Lauragais met de belangrijkste infrastructuur en aangrenzende gemeenten.

## Demografie
Onderstaande figuur toont het verloop van het inwonertal (bron: INSEE-tellingen).